# Me casé con Marge
I Married Marge, llamado Me casé con Marge tanto en Hispanoamérica como en España, es el duodécimo capítulo perteneciente a la tercera temporada de la serie animada Los Simpson, emitido originalmente el 26 de diciembre de 1991. El episodio fue escrito por Jeff Martin y dirigido por Jeffrey Lynch.

## Sinopsis
Todo comienza cuando Marge y Homer están preocupados, debido a que hay posibilidades de que Marge esté embarazada. Luego de que un test casero de embarazo dé resultados inciertos, Marge va al consultorio del Dr. Hibbert para obtener un resultado seguro. Cuando Marge se va Homer les revela a Bart y Lisa de la posibilidad de que tengan un nuevo hermano y Homer comienza a contarles a Bart, Lisa y Maggie cómo se habían casado Marge y él, y también cómo había sido el nacimiento de Bart. 
En 1980, Homer de 24 años trabajaba en un circuito de golf en miniatura, mientras que Marge era su novia. Al día siguiente de una noche de hacer el amor como nunca en una casa del golf donde trabaja, Marge llama a Homer para decirle que sufre de mareos y náuseas y la lleva a una consulta con el Dr. Hibbert, quien finalmente le confirma que Marge está embarazada.  
Homer, tras confesárselo a su padre y planear el momento, le propone matrimonio a su novia y Marge acepta felizmente.   
Cuando se casan, debido a que Homer no podía pagar más, lo hacen en una capilla muy maltrecha al borde de una ruta y como no tenían casa, viven temporalmente en la casa de los padres de Marge. Sus cuñadas Patty y Selma y la madre de Marge no aguantan a Homer en su casa y lo odian. 
Desafortunadamente para Homer y Marge, los esfuerzos de él no son suficientes para mantener a su familia. Intenta obtener un trabajo en la Planta de energía nuclear de Springfield, pero no lo logra. Como después se siente incapaz de hacer sufrir tanto a su esposa, Homer decide irse a buscar un trabajo, dejándole una carta diciendo que ella merecía un hombre mejor, y que le prometía mandarle hasta el último centavo que ganase para su hijo y Marge rompe a llorar cuando encuentra la carta. 
Homer consigue un trabajo en un restaurante mexicano, en donde sus cuñadas Patty y Selma, lo descubren pero Patty decide no decírselo a Marge pero poco después una noche que Marge se asoma por la calle porque creyó escuchar a alguien y quiso saber si era Homer, Selma, sintiendo lástima por su hermana y un poco también por Homer, decide contarle a Marge de su hallazgo. Marge, ahora en su tercer trimestre de embarazo, encuentra a su marido en el restaurante y lo convence de volver a su lado. Homer decide intentar de nueva cuenta conseguir un trabajo en la Planta Nuclear, esta vez presentándose directamente en la oficina del Sr. Burns diciéndole con actitud que está dispuesto a trabajarle sin importarle las humillaciones a las que se enfrente y Burns, impresionado, lo contrata. 
Cuando Homer vuelve emocionado a la casa de Marge, su suegra le abre y le dice que ella ya se había ido al hospital para dar a luz a su hijo y lo lleva. Llega a la sala de partos junto a su suegra, contándole a su esposa que había conseguido un empleo de buen pago. 
Luego de que nace el bebé, Marge y Homer deciden llamarlo Bart. Lo primero que hace el pequeño Bart es tomar el encendedor de Homer y prenderle fuego su corbata. Homer, por reflejos, mete su corbata en un vaso de agua, enojándose con Marge y diciéndole que Bart había incendiado la corbata a propósito. Marge no le hace caso, diciéndole que el niño solo tenía diez minutos de edad. 
Cuando Homer termina de contar la historia, le dice a Bart que el día que él nació había recibido el mejor regalo de su vida. Luego, llega Marge con la noticia de que no estaba embarazada; la pareja se pone a celebrar, feliz.